# Ferdinand Ludolf
Ferdinand Friedrich Heinrich Ludolf (* 26. November 1846 in Hannover; † 14. April 1906 ebenda) war ein deutscher Architekt. Die Schreibweise seines Nachnamens variiert in Veröffentlichungen zwischen Ludolf, Ludolff  und Ludolph.

## Leben
Ferdinand Ludolf wurde 1846 in Hannover geboren. Er studierte von 1862 bis 1865 und – nach der Annexion des Königreichs Hannover durch Preußen – erneut ab 1869 unter der Matrikel-Nummer 3783 an der Polytechnischen Schule Hannover als Schüler von Conrad Wilhelm Hase.  Er wurde im Corps Teutonia Hannover aktiv.
Ludolf arbeitete später selbstständig in Hannover, oftmals gemeinsam mit dem Architekten Georg Heußner. Die Firma wurde dann mitunter auch als Ludolf & Heussner bezeichnet, seltener Ludolph & Haussner oder gar Ludolff und Heißner.

## Werke

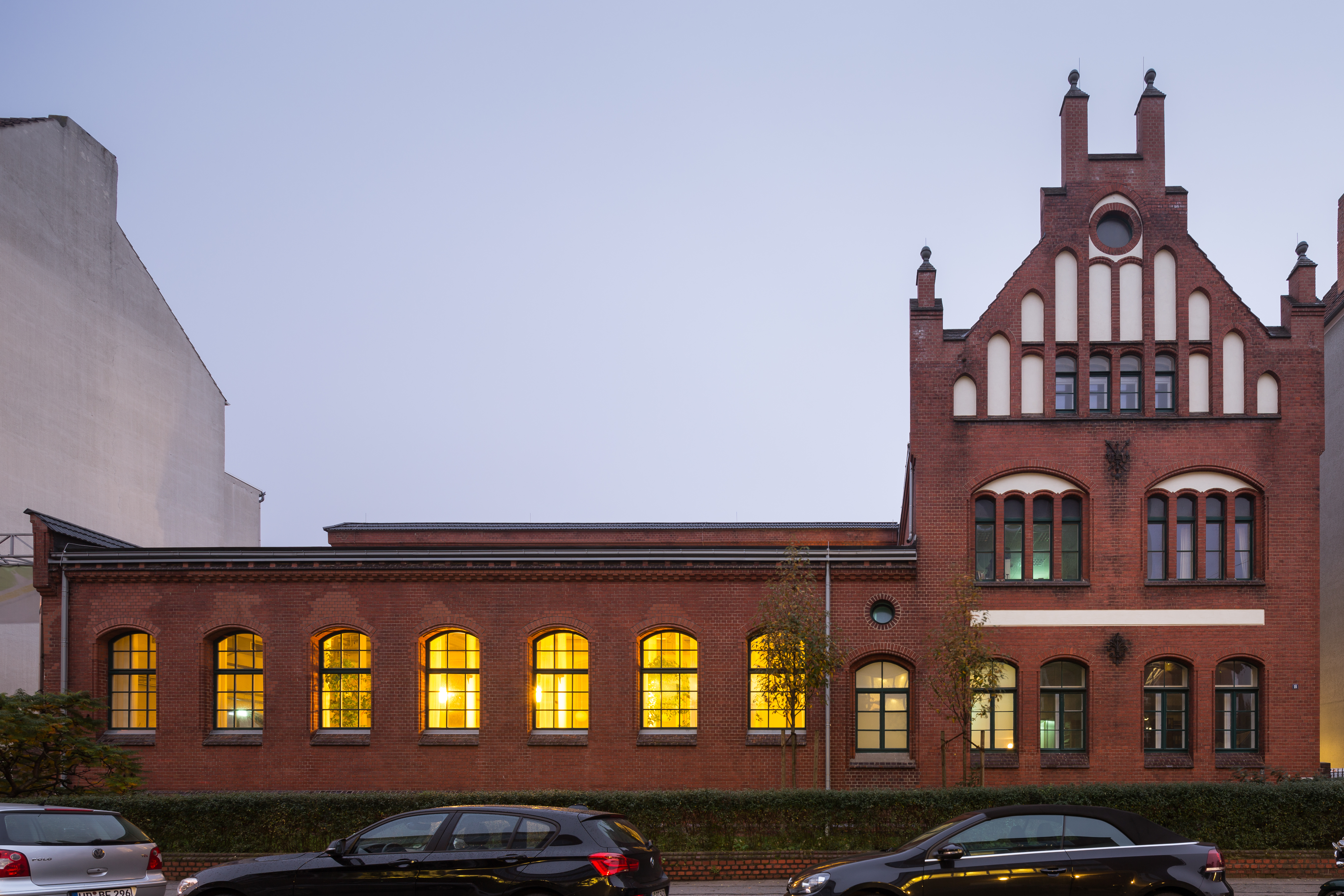
Ehemaliges „Decorationen-Magazin für das königliche Hoftheater“ in der Südstadt von Hannover

- 1874: Parkhaus bei Herrenhausen, Nienburger Straße / Militärstraße (Appelstraße) (gemeinsam mit Franz Heussner)[6]
- um 1876: Wohnhaus für Karl Heinrich Brandes in Hannover, Tiergartenstraße 27 (heute Hindenburgstraße 27) (gemeinsam mit Heußner; erhalten)[2]
- um 1877: Doppelwohnhaus in Hannover, Gneisenaustraße 2/4 (ursprüngliche Hausnummern 15 und 14) (gemeinsam mit Heußner und Rudolf Vogel; erhalten)[2]
- 1878: Wohnhaus für Christian Gottfried Brandes in Hannover, Tiergartenstraße 26 (heute Hindenburgstraße 26) / Gneisenaustraße (gemeinsam mit Heußner; erhalten)[2]
- 1879: Bauten der Berliner Gewerbeausstellung (gemeinsam mit Heussner)[5]
- um 1890: Geschäftshaus der Niedersächsischen Bank in Hannover, Theaterstraße 12 (teilweise erhalten)[2]
- 1892: Wohnhaus für den Kaufmann Emil Hirschfeld in Hannover, Tiergartenstraße 28 (heute Hindenburgstraße 28) (später modern überformt und mit dem Haus Hindenburgstraße 29 verbunden)[2]
- 1894–1895: Kulissenmagazin für das königliche Hoftheater in Hannover (Südstadt), Kestnerstraße 18 (erhalten; heute Spielstätte des Klecks-Theaters)[2][7]

## Schriften
- Ferdinand Ludolf, Franz Heussner: Die Berliner Gewerbe-Ausstellung 1879. (mit einer Skizze des Ausstellungs-Geländes sowie mehreren Illustrationen) In: Baugewerks-Zeitung, 11. Jahrgang 1879, Heft 11, S. 126 f.

## Archivalien
Archivalien von und über Ferdinand Ludolff finden sich beispielsweise
- im Stadtarchiv Hannover
  - im Bestand vom Standesamt Hannover 1, Sterberegister Nr. 1195/1906: Ludolff, Ferdinand Friedrich Heinrich[2]
  - im Kartenmagazin, Fach 85: Magazin für das königliche Hoftheater; Provenienz; Hochbauamt der Stadt Hannover[2]